# PiCNiC
『PiCNiC』（ピクニック）は、日本映画。監督は岩井俊二、主演は浅野忠信、CHARA。
製作は1994年で、翌年公開予定であったが、この時期の一連の事件の影響で公開が見送られ、暴力的なシーンを除いた上で1996年に公開された。

## 概要
独特な岩井俊二の映像美が用いられているメルヘンチック且つ残酷さの混じった自主制作的なショートフィルム。
また、CHARAと浅野忠信の結婚のきっかけとしても知られている。
REMEDIOSが手がけたサウンドトラックも発売されている。

## あらすじ
精神病院に入れられたココ（CHARA）はそこで二人の青年、ツムジ（浅野忠信）、サトル（橋爪浩一）と知り合う。二人は探検と称して精神病院の塀の上を少し先まで歩く遊びをする。
ココはある日「もっと遠くまで行ってみよう」と誘う。病院の外に出てはいけないと言われたココは塀の上だけを歩いて塀から塀へ飛び移り遠くまで歩いていく。追いかけてきたツムジと二人で教会にたどり着き、そこで会った神父がツムジに聖書をくれる。病院へ連れ戻されてからツムジは聖書を読みふけるうちに「世界はもうすぐ終わる」と確信する。彼らは世界の終わりを見に行くために塀の上を歩きはじめた。

## 出演者
- ココ：Chara
- ツムジ：浅野忠信
- サトル：橋爪浩一
- 牧師：鈴木慶一
- 看護長：六平直政
- 女医：伊藤かずえ
- 看護婦：山本ふじこ
- 看護婦：佐山真理
- 看護婦：武藤寿美
- 患者エキストラ：へらちょんぺ

## 受賞
- 第18回ヨコハマ映画祭
  - 主演男優賞：浅野忠信
  - 新人賞：CHARA
- ベルリン映画祭ベルリン新聞記者会賞[要出典]